# Tsrnitchani (Mogila)
Tsrnitchani (en macédonien Црничани) est un village du sud-ouest de la Macédoine du Nord, situé dans la municipalité de Mogila. Le village comptait 57 habitants en 2002.

## Démographie
Lors du recensement de 2002, le village comptait :
- Macédoniens : 41